# Dalia
A Dalia újabb keletű magyar névalkotás a dalia szóból, jelentése: daliás termetű, vitéz, harcos.

## Gyakorisága
Az 1990-es években szórványos név, a 2000-es években nem szerepel a 100 leggyakoribb férfinév között.

## Névnapok
Ajánlott névnap
- január 5.[2]
- június 27.[2]